# Neoserica nitidula
Neoserica nitidula är en skalbaggsart som beskrevs av Frey 1972. Neoserica nitidula ingår i släktet Neoserica och familjen Melolonthidae. Inga underarter finns listade i Catalogue of Life.